# فهرست مراکز استان‌های ایران بر پایه ارتفاع از سطح دریا
فهرست مراکز استان‌های ایران بر پایه ارتفاع از سطح دریا به شرح زیر است. این داده‌ها از سه پایگاه داده بین‌المللی و سازمان هواشناسی ایران، پایگاه داده ملی نام‌های جغرافیایی ایران استخراج شده است:
| ردیف | نام شهر  | استان                | ارتفاع از سطح دریا   | تصویر                                      |
| ---- | -------- | -------------------- | -------------------- | ------------------------------------------ |
| ۱    | شهرکرد   | چهارمحال و بختیاری   | ۲۰۶۰ تا ۲۳۱۲ متر     | شهرکرد                                     |
| ۲    | یاسوج    | کهگیلویه و بویر احمد | ۱۸۱۶ متر             | یاسوج                                      |
| ۳    | همدان    | همدان                | ۱۸۰۳ تا ۲۰۶۳ متر     | آرامگاه باباطاهر، همدان                    |
| ۴    | کرمان    | کرمان                | ۱۷۶۴ متر تا ۱۸۰۷ متر | باغ تاریخی فتح آباد کرمان                  |
| ۵    | اراک     | مرکزی                | ۱۷۰۸ متر             | اراک                                       |
| ۶    | زنجان    | زنجان                | ۱۶۳۸ متر             | زنجان                                      |
| ۷    | اصفهان   | اصفهان               | ۱۵۷۱ متر             | سی و سه پل اصفهان                          |
| ۸    | تهران    | تهران                | ۱۰۷۳متر تا ۲۰۱۷متر   |                                            |
| ۹    | سنندج    | کردستان              | ۱۵۳۸ متر             | آبیدر                                      |
| ۱۰   | شیراز    | فارس                 | ۱۵۱۹ متر             | آرامگاه حافظ شیرازی                        |
| ١۱   | بیرجند   | خراسان جنوبی         | ۱۴۴۴ متر             | ارگ کلاه‌فرنگی بیرجند                       |
| ١۲   | ایلام    | ایلام                | ۱۴۲۷ متر             | کاخ فلاحتی                                 |
| ١۳   | کرج      | البرز                | ۱۱۱۱متر تا ۱۶۰۵متر   | کرج                                        |
| ١۴   | کرمانشاه | کرمانشاه             | ۱۳۱۹متر تا ۱۶۰۶متر   | کرمانشاه                                   |
| ١۵   | ارومیه   | آذربایجان غربی       | ۱۳۶۳ متر             | ارومیه                                     |
| ١۶   | خرم‌آباد  | لرستان               | ۱۳۴۷ متر             | خرم‌آباد                                    |
| ١۷   | تبریز    | آذربایجان شرقی       | ۱۳۴۵ متر             | میدان ساعت تبریز                           |
| ١۸   | زاهدان   | سیستان و بلوچستان    | ۱۳۴۴ متر             | زاهدان                                     |
| ۱۹   | اردبیل   | اردبیل               | ۱۳۳۸ متر             | اردبیل                                     |
| ۲۰   | قزوین    | قزوین                | ۱۲۹۷ متر             | قزوین                                      |
| ٢۱   | یزد      | یزد                  | ۱۲۴۳ متر             | مجموعه امیر چخماخ یزد                      |
| ٢۲   | سمنان    | سمنان                | ۱۲۱۵ متر             |                                            |
| ٢۳   | بجنورد   | خراسان شمالی         | ۱۰۸۶ متر             | عمارت تاریخی و آیینه‌خانه سردار مفخم بجنورد |
| ٢۴   | مشهد     | خراسان رضوی          | ۱۰۶۵ متر             | حرم علی بن موسی الرضا، مشهد                |
| ٢۵   | قم       | قم                   | ۹۳۲ متر              | حرم حضرت فاطمه معصومه، شهرمقدس قم          |
| ٢۶   | گرگان    | گلستان               | ۱۷۴ متر              | شهرگرگان                                   |
| ٢۷   | ساری     | مازندران             | ۵۴ متر               | میدان ساعت ساری                            |
| ٢۸   | اهواز    | خوزستان              | ۱۲ متر               | پل سفید اهواز                              |
| ۲۹   | بندرعباس | هرمزگان              | ۱۰ متر               | عکس هوایی بندرعباس                         |
| ٣۰   | بوشهر    | بوشهر                | ۵ متر                | عکس هوایی بوشهر                            |
| ٣۱   | رشت      | گیلان                | هم سطح با دریا       | میدان شهرداری رشت                          |